# Aphanius fasciatus
Aphanius fasciatus é uma espécie de peixe da família Cyprinodontidae.
Pode ser encontrada nos seguintes países: Albânia, Argélia, Bósnia e Herzegovina, Croácia, Chipre, Egipto, França, Grécia, Israel, Itália, Líbano, Líbia, Malta, Marrocos, Sérvia e Montenegro, Eslovénia, Espanha, Síria, Tunísia e Turquia.
Os seus habitats naturais são: lagos salinos, sapais e lagoas costeiras de água salgada.